# Pantelejmon Kulisj
Pantelejmon Oleksandrovytj Kulisj (ukrainska: Пантелеймон Олександрович Куліш, ryska: Пантелеймон Александрович Кулиш), född 7 augusti 1819 i Voronezj, guvernementet Tjernigov, död 14 februari 1897, var en ukrainsk författare av gammal kosacksläkt.
Kulisj studerade någon tid vid Kievs universitet och kom sedermera till Sankt Petersburg samt sändes på statens bekostnad till utlandet för att studera slaviska språk. Han blev dock redan på vägen arresterad som medlem av "Kirills och Metodius brödraskap", måste under tre år uppehålla sig i Tula och fick först 1856 tillåtelse att åter uppträda som författare (under eget namn). Han ägnade sig därefter, med undantag av ett par misslyckade försök på tjänstemannabanan, uteslutande åt litterär verksamhet. 
Kulisj utgav dels i tidskrifter, dels särskilt närmare ett hundratal olika arbeten av historiskt, etnografiskt och vittert innehåll. Under större delen av sitt liv framhöll han det ukrainarnas etniska självständighet gentemot ryska och polska assimilationssträvanden. Han kunde dock ej alltid fasthålla sin ståndpunkt, och slutligen på 1870-talet visade han sig i sin Istorija vozsojedinenija Rusi (Historien om Rysslands förening; tre delar, 1874-77) ha fullständigt bytt åsikt. I detta arbete angrep han kosackväsendet skarpt och försvarade i det hela Rysslands åtgärder. 
Bland Kulisjs tidigare arbeten är följande de viktigaste Zapiski o zjisni Gogola (1856), Zapiski o juzjnoi Rusi (Anteckningar om Södra Ryssland; 1856-57), den historiska romanen Tjorna rada (1857-59), samlade "berättelser" (fyra delar, 1860) samt Moseböckerna, Job, Psaltaren och Nya Testamentet (1869-71). Han utgav därjämte bland annat Nikolaj Gogols och Taras Sjevtjenkos arbeten på ukrainska. År 1882 utgavs av Kulisj en ukrainsk översättning av William Shakespeares dramer. Kulisjs ukrainska ortografi, "Kulisjevka", var en tid förbjuden.
Han var sedan 1847 gift med författaren Hanna Barvinok, egentligen Oleksandra Michajlivna Bilozerska-Kulisj (1828–1911).